# César Rosas

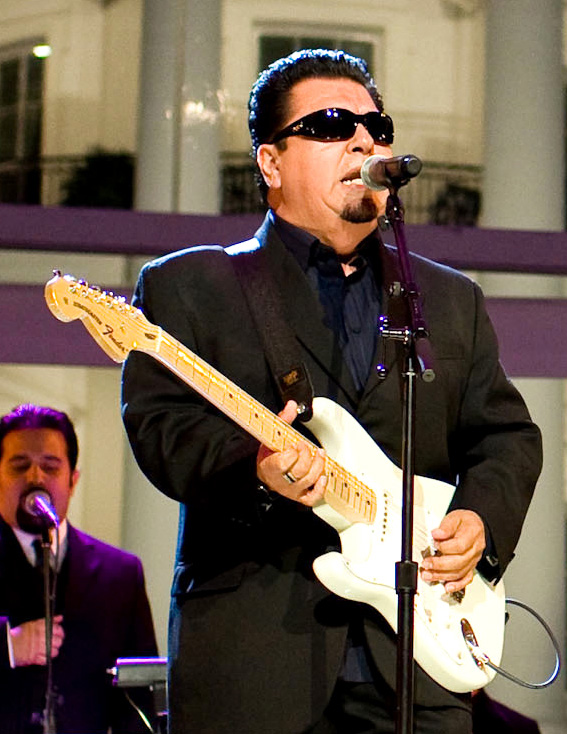
César Rosas

César Rosas (* 26. September 1954 in Hermosillo, Sonora) ist ein mexikanischer Rock-Sänger und -Gitarrist, der vor allem als Mitglied von Los Lobos Mitte der 1980er Jahre populär wurde.

## Leben
Rosas gehörte 1973 zu den Gründungsmitgliedern von Los Lobos, für die er sich auch als Songwriter engagierte. So stammen beispielsweise Don’t Worry Baby und I Can’t Understand, das er gemeinsam mit Willie Dixon schrieb, aus seiner Feder.
Neben seiner Arbeit mit Los Lobos beteiligte sich Rosas auch als Gastmusiker auf Alben anderer Interpreten, darunter Paul Simon, John Lee Hooker, Charlie Musselwhite, Paul Burlison, die Fabulous Thunderbirds, Roomful of Blues und Kid Ramos. Ende der 1990er Jahre gründete er zusammen mit dem Los-Lobos-Kollegen David Hidalgo und fünf weiteren Musikern die mexikanische Folkband Los Super Seven, mit der er zwei Alben aufnahm. 1999 erschien dann Rosas’ Solo-Debüt Soul Disguise.
| Personendaten    | Personendaten                           |
| ---------------- | --------------------------------------- |
| NAME             | Rosas, César                            |
| KURZBESCHREIBUNG | mexikanischer Rocksänger und -gitarrist |
| GEBURTSDATUM     | 26. September 1954                      |
| GEBURTSORT       | Hermosillo, Sonora, Mexiko              |